# Golar Freeze
Golar Freeze – плавуча установка з регазифікації та зберігання зрідженого природного газу (Floating storage and regasification unit, FSRU), створена для норвезької компанії Golar.

## Загальні відомості
Станом на кінець 2010-х років Golar стала другою в світі (після Excelerate Energy зі штаб-квартирою в Техасі) за розмірами свого флоту FSRU. Кілька з них, зокрема, Golar Freeze, створили шляхом переобладнання існуючих ЗПГ-танкерів.
Golar Freeze спорудили в 1977 році на німецькій верфі HowaldtswerkeDeutsche Werft у Кілі. В 2009 – 2011 на сінгапурській верфі Sembawang’s Jurong провели модернізацію Golar Freeze у FSRU.
Розміщена на борту регазифікаційна установка має продуктивність 4,9 млрд м3 на рік, а зберігання ЗПГ відбувається у резервуарах загальним об’ємом 125 862 м3. За необхідності, судно може використовуватись як звичайний ЗПГ-танкер та пересуватись до місця призначення зі швидкістю 20 вузлів.

## Служба судна
В 2011 році установка почала роботу на терміналі для прийому ЗПГ Джебель-Алі (емірат Дубаї).
Станом на початок 2017-го встановлений контрактом термін дубайського фрахту завершувався в травні 2020-го, крім того, власник терміналу мав право подовжити угоду на п’ять років. При цьому замовник вже не завантажував Golar Freeze завданнями у повному обсязі та мав бажання достроково завершити контракт. Як наслідок, в липні 2017-го сторони домовились зменшити термін фрахту на один рік, крім того власник терміналу відмовлявся від права на продовження. Це дозволило Golar розпочати пошук нового місця роботи для Golar Freeze.
З 2019-го установка на основі 15-річного контракту працює на ямайському терміналі для прийому ЗПГ у Олд-Гарборі, який створила компанія New Fortress Energy. Перебуваючи тут Golar Freeze також здійснює перевалювання ЗПГ на малі газовози, котрі можуть доправляти вантаж до іншого терміналу New Fortress Energy на протилежному березі острова у Монтего-Бей.